# Liste des réalisations féminines en escalade sportive au-dessus du niveau 8c
Cet article fait la liste des réalisations féminines en escalade sportive au-dessus du niveau 8c. La première voie en 8c, Walstreet dans le Jura franconien, a été ouverte en 1987 par l'allemand Wolfgang Güllich. La première femme à atteindre ce niveau a été l'espagnole Josune Bereziartu avec Honky Tonky à Oñate en 1998.
| Grimpeuse          | Nationalité        | Voie                                   | Falaise                             | Pays       | Cotation                        | Date                               |
| ------------------ | ------------------ | -------------------------------------- | ----------------------------------- | ---------- | ------------------------------- | ---------------------------------- |
| Josune Bereziartu  | Espagne            | Honky Tonky                            | Oñate                               | Espagne    | 8c                              | 1998                               |
| Josune Bereziartu  | Espagne            | Ras                                    | Baltoza, Dima (Biscaye)             | Espagne    | 8c                              | 1999                               |
| Josune Bereziartu  | Espagne            | White zombie                           | Baltoza, Dima (Biscaye)             | Espagne    | 8c                              | 1999                               |
| Josune Bereziartu  | Espagne            | Welcome to Tijuana                     | Rodellar                            | Espagne    | 8c                              | 2000                               |
| Josune Bereziartu  | Espagne            | Honky mix                              | Oñate                               | Espagne    | 8c+                             | 30 juin 2000                       |
| Liv Sansoz         | France             | Hasta la vista                         | Mont Charleston                     | États-Unis | 8c/8c+                          | 29 août 2000                       |
| Marietta Uhden     | Allemagne          | Sonne im Herze                         | Kochel                              | Allemagne  | 8c                              | 2001                               |
| Josune Bereziartu  | Espagne            | Azken baso-Oilarra                     | Campezo, El convento                | Espagne    | 8c/8c+                          | 5 octobre 2001                     |
| Josune Bereziartu  | Espagne            | Noïa                                   | Andonno                             | Italie     | 8c+                             | 18 octobre 2001                    |
| Josune Bereziartu  | Espagne            | Bain de Sang                           | Saint-Loup (Pompaples)              | Suisse     | 9a                              | 29 octobre 2002                    |
| Josune Bereziartu  | Espagne            | Na-Naï                                 | Baltoza, Dima (Biscaye)             | Espagne    | 8c+                             | 18 juin 2003                       |
| Josune Bereziartu  | Espagne            | Tsunami                                | Alquezar                            | Espagne    | 8c/8c+                          | 8 novembre 2003                    |
| Beth Rodden        | États-Unis         | The Optimist                           | Smith Rock                          | États-Unis | 8c (5.14b)                      | 2004 première ascension            |
| Aleksandra Taistra | Pologne            | Power Play V                           | Vallée du Prądnik                   | Pologne    | 8c (VI.7 en cotation polonaise) | 12 mai 2004                        |
| Josune Bereziartu  | Espagne            | Logical progression                    | Joyama                              | Japon      | 9a                              | 24 novembre 2004                   |
| Eva López          | Espagne            | Nuria                                  | Cuenca                              | Espagne    | 8c                              | 2005                               |
| Martina Cufar      | Slovénie           | Vizija                                 | Osp                                 | Slovénie   | 8c                              | 2005                               |
| Josune Bereziartu  | Espagne            | Bimbaluna                              | Saint-Loup (Pompaples)              | Suisse     | 9a/9a+                          | 9 mai 2005                         |
| Aleksandra Taistra | Pologne            | Nie dla psa kiełbasa '                 | Pochylec, Vallée du Prądnik         | Pologne    | 8c (VI.7 en cotation polonaise) | 29 mai 2005                        |
| Aleksandra Taistra | Pologne            | Nieznośna lekkość bytu                 | Mamutowa Cave                       | Pologne    | 8c (VI.7 en cotation polonaise) | 20 juin 2005                       |
| Maja Vidmar        | Slovénie           | Osapski pajek                          | Osp                                 | Slovénie   | 8c                              | 2006                               |
| Natalija Gros      | Slovénie           | Steleovod                              | Osp                                 | Slovénie   | 8c                              | 2006                               |
| Jenny Lavarda      | Italie             | Claudio Café                           | Arco, Terra Promessa                | Italie     | 8c/8c+                          | 8 septembre 2006                   |
| Aleksandra Taistra | Pologne            | Die Hard                               | Ferentillo                          | Italie     | 8c                              | avril 2007                         |
| Josune Bereziartu  | Espagne            | Powerade                               | Vadiello, Sasa del Abadiado         | Espagne    | 8c+                             | 22 mai 2007                        |
| Angela Eiter       | Autriche           | Claudio Café                           | Arco, Terra Promessa                | Italie     | 8c/8c+                          | 27 mai 2007                        |
| Charlotte Durif    | France             | Mick et le mystère de la chambre noire | Gorges du Tarn                      | France     | 8c                              | 8 juin 2007                        |
| Charlotte Durif    | France             | Tête de gondole                        | Boffi                               | France     | 8c                              | 30 juin 2007                       |
| Charlotte Durif    | France             | Beberetchos                            | La verrière                         | France     | 8c                              | 26 juillet 2007                    |
| Beth Rodden        | États-Unis         | Meltdown                               | Yosemite                            | États-Unis | 8c+ (5.14c) trad                | 14 février 2008 première ascension |
| Natalija Gros      | Slovénie           | Histerija                              | Misja Pec                           | Slovénie   | 8c                              | 27 mars 2008                       |
| Charlotte Durif    | France             | Hérésistance                           | Presles, Pierrot Beach              | France     | 8c                              | 8 avril 2008                       |
| Charlotte Durif    | France             | Home sweet home                        | Presles, Pierrot Beach              | France     | 8c/8c+                          | 18 avril 2008                      |
| Charlotte Durif    | France             | Smoke                                  | Presles, Pierrot Beach              | France     | 8c                              | 20 avril 2008                      |
| Charlotte Durif    | France             | Souvenirs du pic                       | St Guilhem                          | France     | 8c/8c+                          | 29 octobre 2008                    |
| Maja Vidmar        | Slovénie           | Attila lunga                           | Barratro (Trieste)                  | Italie     | 8c+                             | 18 juin 2009                       |
| Jenny Lavarda      | Italie             | Solo per vecchi guerrieri              | Vette Feltrine, Dolomites           | Italie     | 8c+/9a (grande voie)            | 5 octobre 2009                     |
| Charlotte Durif    | France             | The Wall (première ascension)          | Combe à la Vieille, Bouilland       | France     | 8c+                             | 7 octobre 2009                     |
| Charlotte Durif    | France             | Farinelli                              | Combe à la Vieille, Bouilland       | France     | 8c                              | 21 octobre 2009                    |
| Charlotte Durif    | France             | Pull Over                              | Gorges du Verdon, Grotte de Galetas | France     | 8c+                             | 24 octobre 2009                    |
| Charlotte Durif    | France             | Ya de l'abus dans l'air                | Secret Spot                         | France     | 8c                              | 15 février 2010                    |
| Charlotte Durif    | France             | Sonatine                               | La verrière                         | France     | 8c                              | 10 avril 2010                      |
| Charlotte Durif    | France             | J’accumoncelle la fatigue              | Les Auberts                         | France     | 8c                              | 24 mai 2010                        |
| Charlotte Durif    | France             | Un jour peut-être                      | La Balme                            | France     | 8c                              | 21 juillet 2010                    |
| Charlotte Durif    | France             | Le roi du pétrole                      | Pic Saint Loup                      | France     | 8c (à vue)                      | 23 juillet 2010                    |
| Charlotte Durif    | France             | Red comme la justice                   | Gorges du Verdon                    | France     | 8c                              | 11 août 2010                       |
| Charlotte Durif    | France             | Les 3P...                              | Gorges du Verdon, Grotte de Galetas | France     | 9a                              | 18 août 2011                       |
| Sasha Di Giulian   | États-Unis         | Pure Imagination                       | Chocolate Factory, Red River Gorge  | États-Unis | 9a                              | 15 octobre 2011                    |
| Alizée Dufraisse   | France             | La Reina Mora                          | La Rambla à Siurana                 | Espagne    | 9a                              | 23 janvier 2012                    |
| Sasha Di Giulian   | États-Unis         | Erra Vella                             | Margalef                            | Espagne    | 9a                              | 25 avril 2012                      |
| Brooke Raboutou    | France/ États-Unis | Welcome to Tijuana                     | Rodellar                            | Espagne    | 8c                              | 19 juin 2012,                      |
| Muriel Sarkany     | Belgique           | Punt'X                                 | Gorges du Loup, Déversé             | France     | 9a                              | 21 novembre 2013                   |
| Mar Alvarez        | Espagne            | Erra Vella                             | Margalef                            | Espagne    | 9a                              | 22 août 2014                       |
| Angela Eiter       | Autriche           | Hades                                  | Götterwandl                         | Autriche   | 9a                              | 6 septembre 2014                   |
| Angela Eiter       | Autriche           | Big Hammer                             | Pinswang                            | Autriche   | 9a                              | 27 novembre 2014                   |
| Ashima Shiraishi   | États-Unis         | Directa open your mind                 | Santa Linya                         | Espagne    | 9a+                             | 17 mars 2015                       |
| Ashima Shiraishi   | États-Unis         | Ciudad de dios                         | Santa Linya                         | Espagne    | 9a/a+                           | 23 mars 2015                       |
| Angela Eiter       | Autriche           | Erra Vella                             | Margalef                            | Espagne    | 9a                              | 12 avril 2015                      |
| Anak Verhoeven     | Belgique           | Erra Vella                             | Margalef                            | Espagne    | 9a                              | 19 avril 2015                      |
| Mina Markovič      | Slovénie           | La fabela pa la enmienda               | Santa Linya                         | Espagne    | 9a                              | 4 janvier 2016                     |
| Laura Rogora       | Italie             | Grandi Gesti                           | Sperlonga                           | Italie     | 9a                              | 28 février 2016                    |
| Margo Hayes        | États-Unis         | La Rambla                              | Siurana                             | Espagne    | 9a+                             | 26 février 2017                    |
| Julia Chanourdie   | France             | Ground Zero                            | Toit de Sarre                       | Italie     | 9a                              | 25 mars 2017                       |
| Alizée Dufraisse   | France             | Estado Critico                         | Siurana                             | Espagne    | 9a                              | 14 avril 2017                      |
| Julia Chanourdie   | France             | Hell Avaro                             | Toit de Sarre                       | Italie     | 8c+/9a                          | 3 juin 2017                        |
| Angela Eiter       | Autriche           | La Planta de Shiva                     | Villanueva Del Rosario              | Espagne    | 9b                              | 24 octobre 2017                    |
| Janja Garnbret     | Slovénie           | Seleccio natural                       | Santa linya                         | Espagne    | 9a                              | 29 décembre 2017                   |